# 美林機場
美林機場（朝鲜语：／）是位于朝鲜民主主义人民共和国首都平壤寺洞区域美林洞的一个机场，始建于20世纪40年代，日治時期原属于大日本帝国陆军飞行战队，现属于朝鲜人民军空军，跑道全长1314米。